# Ida Friederike Görres
Ida Friederike Görres (Poběžovice (Plzeň), 2 de dezembro de 1901 – Frankfurt am Main, 15 de maio de 1971), nascida Elisabeth Friederike, Reichsgräfin von Coudenhove-Kalergi, foi uma escritora católica. Da família Coudenhove-Kalergi, ela era filha, uma de sete filhos, do Conde Heinrich von Coudenhove-Kalergi e de sua esposa japonesa Mitsuko Aoyama.

## Biografia

### Início da vida
Ida Friederike Görres nasceu em 2 de dezembro de 1901 no oeste da Boêmia, na propriedade de sua família em Ronsperg (hoje chamada Poběžovice), onde ela cresceu. Ela era a sexta de sete filhos, e seus irmãos incluíam Richard Nikolaus Graf von Coudenhove-Kalergi, Gerolf Joseph Benedikt Maria Valentin Franz Coudenhove-Kalergi e Elisabeth Maria Anna Coudenhove-Kalergi. Görres cresceu frequentando escolas conveniadas austríacas e, em 1923, entrou no noviciado no Mary Ward Institute em St. Pölten perto de Viena.

### Educação e Trabalho
Görres passou a frequentar a escola no Colégio do Sagrado Coração em Pressbaum. Ela começou um aprendizado lá por volta dos 20 anos, mas deixou o convento em 1925. Depois disso, ela estudou ciências políticas em Viena deste ano a 1927, e depois outros tópicos como ciências sociais, história, história da Igreja, teologia e filosofia até 1929 em Friburgo.
Envolveu-se com o movimento católico alemão Movimento Juvenil por volta de 1925, atuando como líder federal das meninas e escrevendo artigos para a revista Die Schildgenossen. Junto com Walter Dirks e Ludwig Neundörfer, ela chefiou a "Oktoberkreis" fundada em 1930. Então, em 1931, ela foi para Dresden como secretária da juventude para o cuidado pastoral das meninas e trabalhou lá no Catholic Educational Institute. Na primavera de 1934, ela se tornou secretária da diocesana no ordinariato da Diocese de Meissen.
Nessa época, Ida Görres conheceu o engenheiro Carl-Josef Görres (1903-1973), irmão mais velho do psicólogo católico Albert Görres, e cunhado de Silvia Görres. No dia da Páscoa (21 de abril) de 1935, os dois se casaram em Leipzig. Por meio de seu trabalho como engenheiro e consultor de negócios, Carl-Josef Görres possibilitou que Ida tivesse a oportunidade de trabalhar como escritora e teóloga. Algum tempo depois da cerimônia, o casal mudou-se para Stuttgart-Degerloch.
Görres era uma escritora ativo e escreveu sobre vários tópicos sobre hagiografia, enfatizando a importância da "humanidade dos santos". Durante os últimos três ou quatro anos da Segunda Guerra Mundial, seus livros não foram autorizados a ser vendidos na Alemanha. Depois que a guerra acabou, ela continuou a escrever, viajar e dar palestras até 1950, quando um colapso na saúde a levou à reclusão. Sua franca "Carta sobre a Igreja", de 1946, desencadeou uma controvérsia significativa, embora agora seja visto em retrospectiva como presciente. Sua coleção de escritos pessoais, Broken Lights, Diaries and Letters 1951-1959, documenta seu trabalho a partir deste momento.
Ela era fiel à tradição do cristianismo católico: "Não conheci outro pai senão estes pais, os sacerdotes da Igreja, nenhum irmão senão meus queridos irmãos, os estudantes de teologia", disse ela. "Nenhuma mãe, mas a Igreja... Eu amei todos eles e me apeguei a eles, não apenas como filha e irmã, mas como filha e irmã japonesa, na intensidade da submissão incondicional que pertence à piedade filial japonesa."

### Amizades
Os amigos de Görres incluíam Maria Birgitta zu Münster, OSB, Alfons Rosenberg, Erik von Kuehnelt-Leddihn e Gustav Siewerth. Além disso, Görres influenciou e foi amiga do historiador da Igreja e intelectual católico Donald Nicholl.

### Morte
Görres participou do sínodo de Würzburg e morreu após uma reunião do sínodo em Frankfurt, em 1971. No Réquiem realizado em Catedral de Freiburg, o elogio fúnebre foi proferido pelo Pe. Joseph Ratzinger, que mais tarde se tornou Papa Bento XVI.

## Obra

### Livros traduzidos para o inglês
- The Nature of Sanctity: A Dialogue (1932)
- The Burden of Belief (1934)
- The Cloister and the World (1935)
- Mary Ward (1939)
- The Hidden Face: A Study of St. Thérèse of Lisieux (1959)
- Broken Lights: Diaries and Letters, 1951-1959 (1964)
- Is Celibacy Outdated? (1965)

### Ensaios traduzidos para o inglês
- "Laywoman's View of Priestly Celibacy" (1966)
- “A Letter on the Church”(Dublin Review, 1949, traduzido por Ida Friederike Görres)
- "Of the Homelessness of God" (1949)
- “St. Joan” (1949)[10] (inicialmente publicado como “The Saint Who Took the World Seriously” em The Cloister and the World)[11]
- "Trusting the Church: A Lecture" [12] (1970, traduzido por Jennifer S. Bryson) (também disponível como audio recording por Karina Majewski)
- "When Does a Person Have a Capacity for Liturgy?"[13] (1966, traduzido por Jennifer S. Bryson)
- "The Wild Orchid and Christendom in the Novels of Sigrid Undset (1930),"[14] (traduzido por Jennifer S. Bryson)
- "Women in Holy Orders?” (UK) / “Women As Priests? This Woman Says 'No.'” (USA) (1965)

### Livros em alemão (lista parcial)
- Gespräch über die Heiligkeit (1931)
- Von Ehe und von Einsamkeit (1949)
- Der Geopferte: ein anderer Blick auf John Henry Newman (2011, publicado postumamente)
- Im Winter wächst das Brot (1970)
- Die leibhaftige Kirche (1950)
- Das Verborgene Antlitz: Eine Studie über Therese von Lisieux (1944)
- Was Ehe auf immer bindet (1971)
- “Wirklich die neue Phönixgestalt?” Über Kirche und Konzil; Unbekannte Briefe 1962-1971 von Ida Friederike Görres an Paulus Gordan, editado por Hanna-Barbara Gerl-Falkovitz (2015)

## Legado
Görres é mais conhecida no mundo de língua inglesa por seu estudo de 1944 sobre Santa Teresinha de Lisieux, Das Verborgene Antlitz - traduzido como A Face Escondida. A escritora de culinária britânica e chef celebridade Delia Smith nomeou o livro como uma influência para ela em sua fé no catolicismo romano. 